# FIBA Suproleague
Die Suproleague war ein von der FIBA Europa einmalig ausgetragener Basketballwettbewerb, der zusammen mit der EuroLeague der bedeutendste Wettbewerb für europäische Vereinsmannschaften in der Saison 2000/01 war.

## Geschichte
Nach der Gründung des Konkurrenzverbands ULEB sah sich der Weltverband FIBA der Situation gegenübergestellt, dass immer mehr Vereine und Verbände aus den eigenen Wettbewerben austraten und sich denen der ULEB anschlossen. Um dieser Entwicklung entgegenzuwirken, organisierte die FIBA ihren Europapokal der Landesmeister – den man 1991 in European Championship und 1996 in FIBA Euroleague umbenannte – neu und rief die Suproleague aus. 

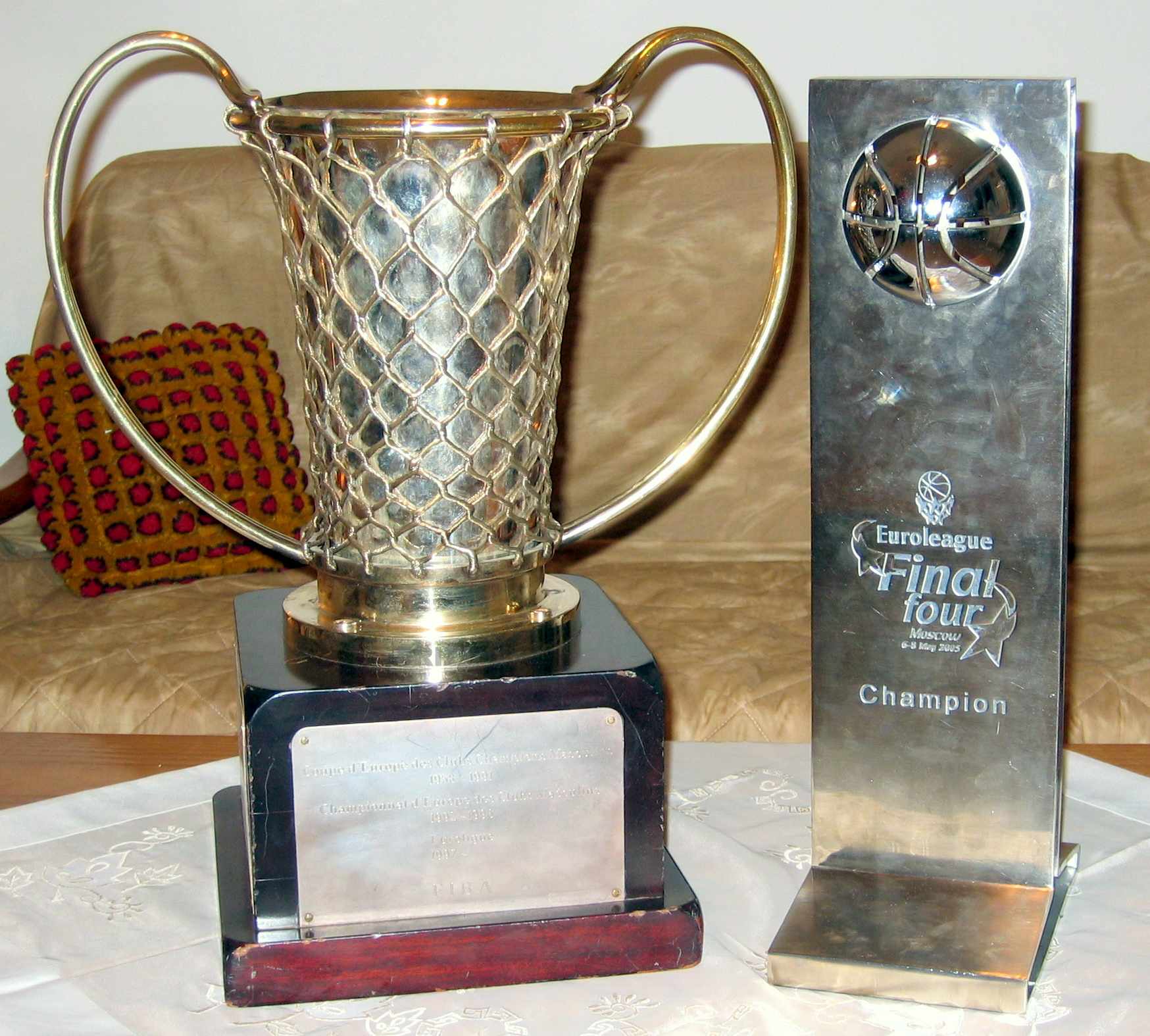
Trophäe des Europapokals der Landesmeister und der Suproleague (links)

Anders als ihr Gegenstück – die EuroLeague – gelang es den Verantwortlichen der Liga allerdings nicht, ausreichend attraktive Mannschaften für diesen Wettbewerb zu gewinnen. Mit Maccabi Tel Aviv, Panathinaikos Athen, ZSKA Moskau und Efes Pilsen Istanbul gehörten somit nur vier der insgesamt 20 teilnehmenden Mannschaften zur europäischen Elite. Nicht allein aus diesem Grund wurde der Wettbewerb nach nur einer einzigen Saison wieder eingestellt. Mit ALBA Berlin und Bayer Giants Leverkusen waren auch zwei deutsche Mannschaften vertreten.
Im Sommer 2001 einigten sich ULEB und FIBA schließlich darauf, dass fortan die ULEB mit der EuroLeague den Hauptwettbewerb in Europa austragen sollte.
Als Gewinner des einmalig ausgetragenen Wettbewerbs ging die israelische Mannschaft von Maccabi Tel Aviv hervor, welche im Finale den griechischen Vertreter Panathinaikos Athen in Paris mit 81:67 bezwang.

## Bedeutung
Die Suproleague war gemeinsam mit der Euroleague in der Spielzeit 2000/01 vor dem Saporta-Cup und dem Korać-Cup der wichtigste kontinentale Wettbewerb im Basketball. Zwar waren in der Euroleague mehr Großklubs vertreten als in der Suproleague, aber mit Panathinaikos Athen, Maccabi Tel Aviv und ZSKA Moskau nahmen die bisher erfolgreichsten Vereine der EuroLeague alle an der FIBA Suproleague teil.
FIBA und ULEB einigten sich später darauf, dass sowohl der Sieger der Suproleague, als auch der Sieger der EuroLeague in der betreffenden Saison gleichermaßen als Europas Champion gelten.

## Endspiel
| Saison  | Sieger           | Finalist            | Ergebnis |
| ------- | ---------------- | ------------------- | -------- |
| 2000/01 | Maccabi Tel Aviv | Panathinaikos Athen | 81:67    |